# SC Salgueiros 08
El Sport Clube Salgueiros 08, conocido comúnmente como Salgueiros 08 o Salgueiros, es un equipo de fútbol de Portugal que juega en el Campeonato de Portugal, la tercera división de fútbol del país.

## Historia
Fue fundado en el año 2008 en la región norte de la ciudad de Oporto para reemplazar al histórico Sport Comércio e Salgueiros, al que suspendieron por tener prohibido fichar jugadores debido a problemas financieros, aunque ha tenido tanto éxito que abrieron secciones en futsal y balonmano, así como secciones de los mismos deportes en la rama femenina. En su primera participación en torneos de liga promediaron 2200 aficionados por juego, el 15º promedio más alto del país, ganó la Porto FA Second Division (Sétima División de Portugal), obteniendo 4 ascensos hasta llegar a la II Divisão para la temporada 2013/14.

## Palmarés
- Liga Regional de Oporto: 1

2019-20
- Porto FA Second Division: 1

2008–09

## Historial por temporada
| Temporada | División | Liga                         | Sección                      | Puesto | Movimientos |
| --------- | -------- | ---------------------------- | ---------------------------- | ------ | ----------- |
| 2008–09   | 7        | Regional                     | AF Porto - División 2        | 1º     | Promovido   |
| 2009–10   | 6        | Regional                     | AF Porto - División 1        | 2º     | Promovido   |
| 2010–11   | 5        | Regional                     | AF Porto - División de Honor | 7º     |             |
| 2011–12   | 5        | Regional                     | AF Porto - División de Honor | 2º     | Promovido   |
| 2012–13   | 4        | Tercera División de Portugal | Série C - 1ª Fase            | 2º     |             |
| 2012–13   | 4        | Tercera División de Portugal | Série C - Promoción          | 2º     | Promovido   |
| 2013–14   | 3        | II Divisão                   |                              |        |             |

Fuentes: